# Audrey Merle
Audrey Merle (Clermont-Ferrand, 19 de maio de 1995) é uma triatleta profissional francesa.

## Carreira

### Rio 2016
Audrey Merle disputou os Jogos do Rio 2016, terminando em 35º lugar com o tempo de 2:02:53.